# Grundtjärnen (Frostvikens socken, Jämtland)
Grundtjärnen är en sjö i Strömsunds kommun i Jämtland och ingår i Ångermanälvens huvudavrinningsområde. Sjön har en area på 0,126 kvadratkilometer och ligger 555,8 meter över havet. Grundtjärnen ligger i Frostvikenfjällen Natura 2000-område.

## Delavrinningsområde
Grundtjärnen ingår i det delavrinningsområde (716414-143492) som SMHI kallar för Utloppet av Grundtjärnen. Medelhöjden är 576 meter över havet och ytan är 0,62 kvadratkilometer. Räknas de 8 avrinningsområdena uppströms in blir den ackumulerade arean 8,39 kvadratkilometer. Vattendraget som avvattnar avrinningsområdet har biflödesordning 4, vilket innebär att vattnet flödar genom totalt 4 vattendrag innan det når havet efter 306 kilometer. Avrinningsområdet består mestadels av skog (80 procent). Avrinningsområdet har 0,12 kvadratkilometer vattenytor vilket ger det en sjöprocent på 20,2 procent.